# إدوارد ويليام أبيل
إدوارد ويليام أبيل (بالإنجليزية: Edward William Abel) (و. 1931  م) هو كيميائي من المملكة المتحدة، ولد في ويلز يوم 3 ديسمبر 1931.

## جوائز
حصل على جوائز منها:
- جائزة المنافسة العامة [الإنجليزية]‏ (1946)
- قائد الفنون والآداب